# Mercedes-Benz Citaro K
Mercedes-Benz Citaro K je model zcela nízkopodlažního autobusu, vyráběný od roku 2006 společností Daimler Buses (do roku 2023 EvoBus), kterou vlastní koncern Daimler Truck AG. Jedná se o nejkratší model z rodiny Citaro, určený na méně vytížené linky nebo na linky se stísněnými prostory. Písmeno K v názvu odkazuje na slovo kurz, které v překladu znamená krátký. Je nasazován na městské a příměstské linky.[zdroj⁠?!]
V České republice jsou autobusy Citaro K provozovány jen v malém počtu. V letech 2014 až 2015 si devět vozů pořídila jihlavská společnost ICOM transport. Sedm z nich následně sloužilo u ČSAD Ústí nad Orlicí, jeden u ČSAD Benešov a taktéž jeden u třebíčské společnosti TRADO-MAD. Osm z nich bylo odprodáno v letech 2017 až 2018, poslední sloužil u ČSAD Benešov do roku 2022 a v roce 2023 byl taktéž odprodán. Od roku 2025 provozuje Znojemská dopravní společnost - PSOTA devět autobusů Citaro K na linkách MHD v Uherském Hradišti. Dopravce Lutan v roce 2025 koupil jedno ojeté vozidlo z roku 2014 pro provoz v Kutné Hoře.